# U-551
Unterseeboot 551 foi um submarino alemão do Tipo VIIC, pertencente a Kriegsmarine que atuou durante a Segunda Guerra Mundial.
O U-Boot foi afundado no dia 23 de março de 1941, quando se preparava para afundar o cargueiro belga avariado Ville de Liège e foi atacado pelo contra-torpedeiro britânico HMT Visenda. Não houve sobreviventes.

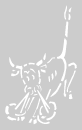
7. Unterseebootsflottille.

## Comandantes
| Comandante          | Data                                        |
| ------------------- | ------------------------------------------- |
| Kptlt. Karl Schrott | 7 de novembro de 1940 - 23 de março de 1941 |

## Subordinação
Durante o seu tempo de serviço, esteve subordinado às seguintes flotilhas:
| Período                                     | Flotilha                  |
| ------------------------------------------- | ------------------------- |
| 7 de novembro de 1940 - 23 de março de 1941 | 7. Unterseebootsflottille |

### Patrulhas
Em sua primeira e última patrulha de guerra partiu da base norueguesa de Bergen, indo em direção a Islândia no Atlântico Norte, aonde foi afundado.

|       | Comandante          | Partida             | Partida | Chegada             | Chegada  | Dias    | Toneladas |
| ----- | ------------------- | ------------------- | ------- | ------------------- | -------- | ------- | --------- |
|       | Kptlt. Karl Schrott | 9 de março de 1941  | Kiel    | 13 de março de 1943 | Bergen   | 5 dias  |           |
| 1     | Kptlt. Karl Schrott | 18 de março de 1941 | Bergen  | 23 de março de 1941 | afundado | 6 dias  |           |
| Total | Total               | Total               | Total   | Total               | Total    | 11 dias | -         |

## Navios atacados
O U-551 em sua única patrulha não afundou nenhum navio.